# Bund Neues Vaterland
Le Bund Neues Vaterland (littéralement « Union Nouvelle Patrie ») était une organisation pacifiste allemande, la plus importante lors de la Première Guerre mondiale, fondée le 16 novembre 1914. Elle naît des éditions Neues Vaterland fondées en octobre 1914 et dirigées par Lilli Jannasch (en) dont le siège était à Berlin au no 9 de la Tauentzienstraße. Les dirigeants du Bund sont Kurt von Tepper-Laski et Georg von Arco. Elisabeth Rotten a également collaboré à sa création.

## Première Guerre mondiale
Pendant le conflit, le Bund cherche à conclure une paix le plus rapidement possible grâce aux différents contacts personnels que prennent ses membres auprès des représentants des gouvernements étrangers et des organisations de paix internationales, excluant le fait de devenir une organisation de masse. Il envoie alors des mémoires présentent ses attentes à un cercle de gens bien précis. De janvier jusqu'à la mi-mars 1915, le Bund publie des communiqués polycopiés qui deviennent vite interdits par les autorités militaires. À partir de septembre 1918, ces communiqués reprennent leur publication. Jusqu'à l'interdiction de 1915, six brochures avaient également été publiées. Dans le mémoire intitulé Kritische Denkschrift an den Reichskanzler (Mémoire critique adressé au chancelier) du 20 juin 1915 contre les requêtes d'annexion formulées le 20 mai 1915 par les six fédérations économiques, le Bund prend ouvertement position contre la guerre et les possibles annexions, notamment à travers un mémoire écrit par Ludwig Quidde Sollen wir annektieren?. Les rivalités économiques sont pour eux l'une des raisons du déclenchement du conflit. Dans sa charte, le Bund se fixe pour mission « de mener la diplomatie des États européens dans l'idée d'une compétition pacifique (…) et d'aboutir à une conciliation politique et économique entre les peuples cultivés ».
Au sein du Bund, on discute du renforcement de la démocratie allemande, du rôle du parlement ou de la modernisation du droit électoral. Contrairement à d'autres associations comme la Deutsche Friedensgesellschaft, le Bund observe un rapport étroit avec le monde politique. Le Ministère des Affaires étrangères semble également porter de l'intérêt à ce mouvement dans lequel il voit une possibilité de nouer des contacts avec l'étranger, ce qui peut renforcer le Bund mais le discrédite auprès des pacifistes français. Toutefois, et très vite, le ministère se désintéresse du Bund qui se tourne de plus en plus vers le public et se radicalise. La surveillance policière sur le Bund se fait de plus en plus ressentir. Le projet par exemple de présenter dans un livre écrit par un certain nombre de membres spécialisés les caractéristiques d'une paix durable pour l'Allemagne échoue, le pacifisme étant soumis à des mesures de rétorsion. Le 7 février 1916, le haut-commandement interdit toute activité au Bund pendant la durée du conflit en raison de l'état de siège. Lilli Jannasch, en tant que dirigeante du Bund, est arrêtée le 31 mars 1916 par mesure de précaution. Le 8 juin 1916, un groupe de remplacement est fondé sous le nom de Vereinigung Gleichgesinnter. Ce groupement abandonne un temps l'action politique pour se cantonner à une conception éthique du pacifisme. Ce n'est qu'en octobre 1918 que l'interdiction prononcée envers le Bund est levée.

## Après 1918
Fin 1918, le Bund se donne un nouveau programme dans lequel il est dit : « Le Bund Neues Vaterland est une association d'hommes et de femmes qui se réunissent afin de collaborer sans contrainte à un certain programme de parti pour la construction d'une république socialiste sur une base démocratique mais également à la grande œuvre de la conciliation entre les peuples ». Au sortir de la guerre, le Bund ouvre ses portes aux intellectuels de gauche et plaide dans un manifeste rédigé par René Schickele pour la constitution d'une république démocrate-socialiste. Dans les années qui suivent, le Bund développé l'amitié avec la Ligue française pour les droits de l'Homme. Sous son influence, le Bund change de nom le 20 janvier 1922 et devient la Deutsche Liga für Menschenrechte et devient l'une des organisations cofondatrices de la Fédération internationale des ligues des droits de l'homme. Le nombre d'adhérents s'élève jusqu'à 1922 à environ 200 puis augmente pour en atteindre plus de 1 000. 
On peut citer comme membres du Bund : Friedrich Simon Archenhold, Albert Einstein, Ernst Reuter, Leopold von Wiese, Kurt Eisner, Hellmut von Gerlach, Otto Lehmann-Rußbüldt, Ernst Meyer, Friedrich Wilhelm Foerster, Hans Paasche, Stefan Zweig, Karl Max von Lichnowsky, Alfred Hermann Fried, Hans Delbrück, Rudolf Goldscheid, Georg Friedrich Nicolai, Arthur Holitscher, Ludwig Quidde ou encore Walther Schücking. Il faut également noter la présence d'un grand nombre de femmes membres de mouvements pacifistes féministes telles que Helene Stöcker, Minna Cauer, Clara Zetkin ou Elsbeth Bruck. 
La Deutsche Liga für Menschenrechte existe toujours actuellement. Son siège s'est transféré à Munich en 1961. Il faut la différencier de l'Internationale Liga für Menschenrechte qui a son siège à Berlin.